# Sejm Litwy Środkowej

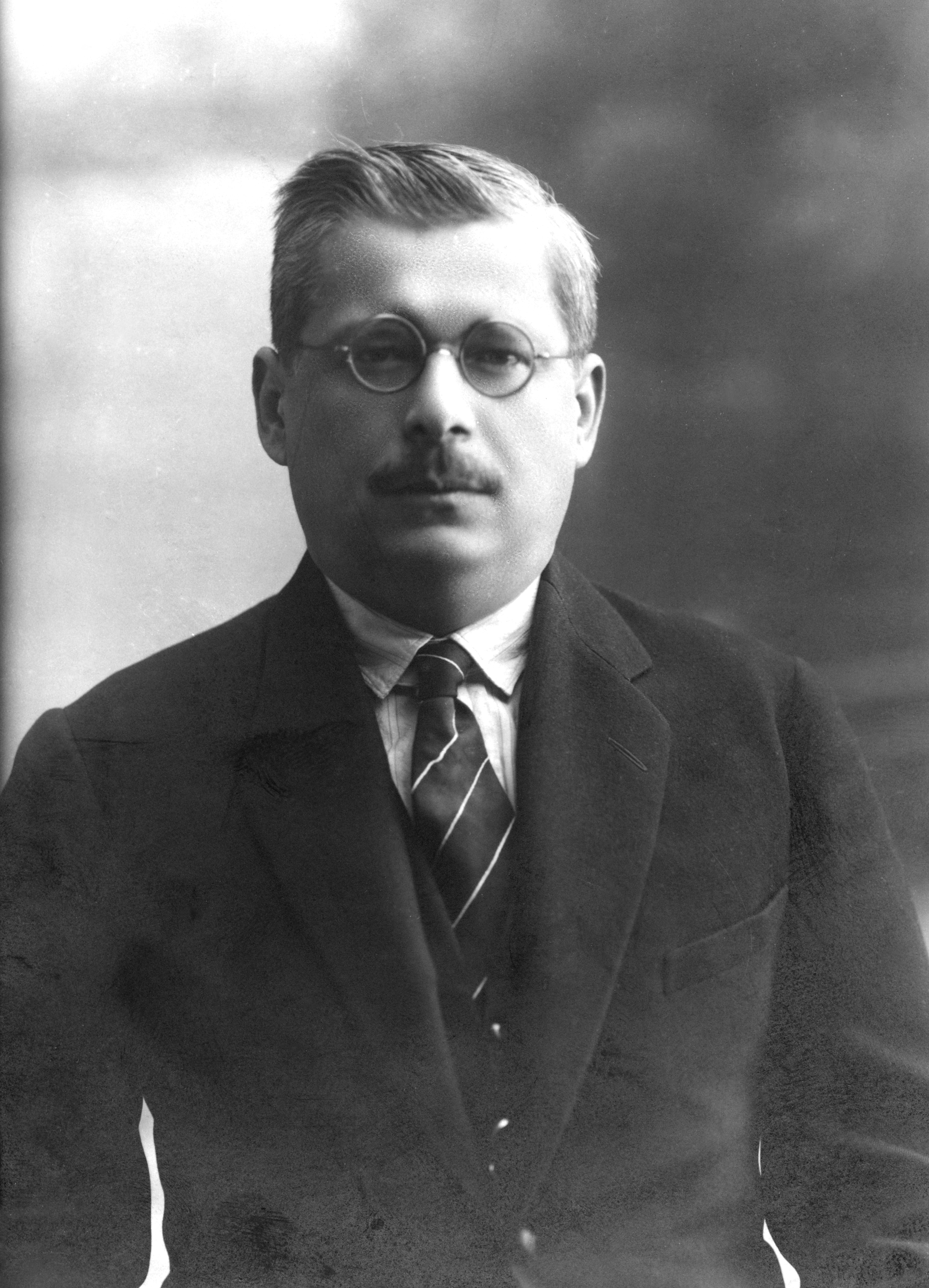
Antoni Łokuciewski – Marszałek Sejmu Litwy Środkowej

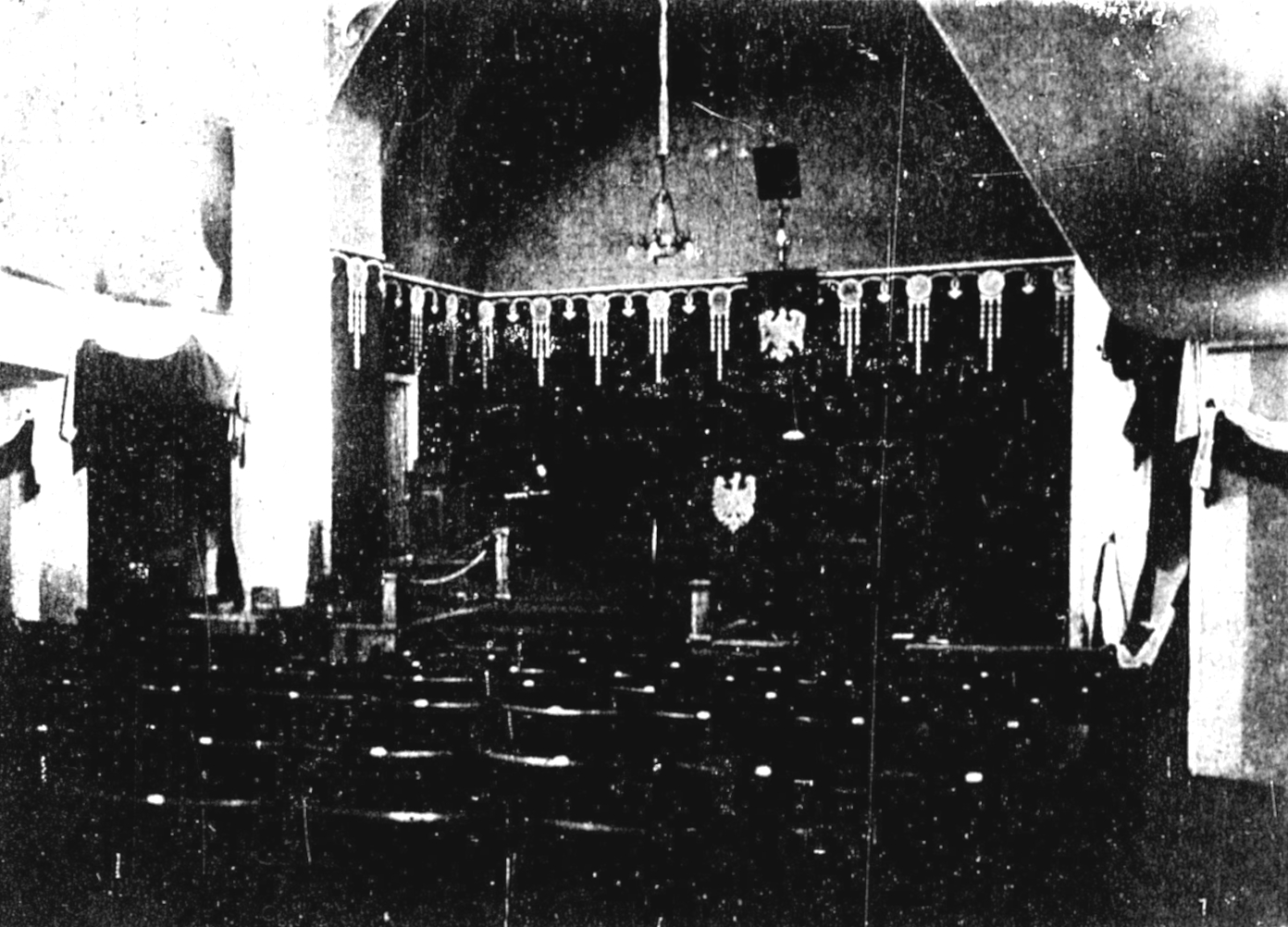
Sala obrad Sejmu Litwy Środkowej

Sejm Litwy Środkowej (także Sejm Wileński, Sejm Orzekający) – sejm wybrany w wyborach 8 stycznia 1922 roku, obradował od 1 lutego do 1 marca. Składał się ze 106 członków.

## Posłowie

### Prezydium
Marszałek senior
- Karol Hryniewiecki (ZSiUN) 1 lutego 1922
- Jan Marcin Falewicz (ZSiUN) 3 lutego 1922

Marszałek Sejmu
- Antoni Łokuciewski (RL)

Wicemarszałkowie Sejmu
- Zygmunt Fedorowicz (ZSiUN)
- Bronisław Krzyżanowski (PSLZW)
- Józef Małowieski (RL)

### Kluby i ich przewodniczący
- Zespół Stronnictw i Ugrupowań Narodowych – 43 mandaty (Witold Bańkowski)
- Rady Ludowe – 27 (Józef Małowieski)
- Polskie Stronnictwo Ludowe Ziemi Wileńskiej – 13 (Bronisław Krzyżanowski)
- Związek Ludowy „Odrodzenie-Wyzwolenie” – 6 (Ludwik Chomiński)
- Stronnictwo Demokratyczne – 4 (Witold Abramowicz)
- Związek Ludowy Odrodzenie – 3 (Stefan Mickiewicz)
- Polska Partia Socjalistyczna Litwy i Białorusi – 3 (Aleksander Zasztowt)

- Grupa Włościańska – 7 (Adam Uziembło), wyodrębniła się w trakcie trwania kadencji z Klubu Rad Ludowych

## Prace Sejmu
Sejm rozpoczął swoje prace 1 lutego 1922 roku. Obradom przewodził początkowo bp. Karol Hryniewiecki jako marszałek senior, 3 lutego zastąpił go w tej roli Jan Marcin Falewicz z Zespołu Stronnictw i Ugrupowań Narodowych. 
Na pierwszym posiedzeniu uchwalono regulamin sejmowy, który regulował m.in. stosunki władzy ustawodawczej z Tymczasową Komisją Rządzącą. 
Ostatecznie marszałkiem izby wybrano Antoniego Łokuciewskiego z Klubu Rad Ludowych, jego zastępcami zostali Zygmunt Fedorowicz z ZSiUN, Bronisław Krzyżanowski z PSLZW oraz Józef Małowieski z Rad Ludowych.
Wybrano również sześciu sekretarzy: Mieczysława Engiela (ZSiUN), Aleksandra Marcinkowskiego (RL), Antoniego Hałko (ZL „O-W”), Janusza Ostrowskiego (RL), Romualda Świerkowskiego (ZSiUN) i Antoniego Przybytko (SD). 
Powołano komisje: regulaminową, weryfikacyjną, polityczną i interpelacyjną. 
Dekretem z 30 stycznia 1922 roku posłom zapewniono nietykalność, powołano straż marszałkowską, na czele której stanął Józef Bohdanowicz.
Przy sejmie funkcjonowało Biuro Prasowe (od 1 lutego do 1 kwietnia 1922), które wydało w ciągu miesiąca działalności izby 808 komunikatów. 
Ogółem sejm zebrał się 15 razy, ostatnie posiedzenie odbyło się 1 marca 1922 roku. 
Na swoim 10 posiedzeniu w dniu 20 lutego 1922 Sejm przyjął tzw. Uchwałę w przedmiocie przynależności państwowej Ziemi Wileńskiej. Ostatecznie za wnioskiem o przyłączenie regionu do Polski głosowało 96 posłów, 6 reprezentujących PPS wstrzymało się od głosu. 10 wstrzymało się od głosu. W trakcie głosowań przepadły wnioski o nadanie obszarowi autonomii politycznej i kulturalnej. 
W pkt. 4 uchwały zapisano: "Ziemia Wileńska stanowi bez warunków i zastrzeżeń nierozerwalną część Rzeczypospolitej Polskiej". 
2 marca 1922 do Warszawy przybyła delegacja Sejmu Wileńskiego składająca się z 20 posłów (wybranych proporcjonalnie do pozycji politycznej klubów). Brak zgody tej delegacji na wprowadzenie zmian do uchwały o włączeniu Wilna do Polski, gdzie rząd chciał wprowadzić na Wileńszczyźnie autonomię, taką jak na Śląsku, doprowadził do kryzysu politycznego zakończonego 5 marca dymisją rządu premiera Ponikowskiego. 
25 marca 1922 roku marszałek Łokuciewski dokonał rozwiązania sejmu wileńskiego, przekazując jego kompetencje Sejmowi RP w Warszawie. Aż do listopada 1922 roku Wileńszczyzna była reprezentowana przez 20 posłów wybranych z grona byłych członków sejmu Litwy Środkowej. 